# Lewis Carroll
Lewis Carroll, författarpseudonym för Charles Lutwidge Dodgson, född 27 januari 1832 i Daresbury, Cheshire, död 14 januari 1898 i Guildford, Surrey, var en brittisk författare, matematiker, logiker och amatörfotograf. Han är mest känd för boken Alice i Underlandet och hågkommen för sin litterära stil som baserades på nonsens. Hans böcker och poem är karakteriserade av ordlekar, fantastiska infall och logiska kullerbyttor.

## Biografi

### Tidiga år
Charles Lutwidge Dodgson föddes som tredje barn och äldste son till pastorn Charles Dodgson. Totalt skulle barnaskaran komma att inrymma elva barn. I tidig ålder undervisades han hemifrån, medan den senare skolgången skedde i Richmond School i Yorkshire.
Från 11 års ålder bodde han i Yorkshire, där hans far verkade inom anglikanska kyrkan och skulle så småningom komma att utnämnas till ärkediakon i Richmond. Faderns högkonservativa åsikter och deltagande i de strider som vid den tiden delade anglikanska kyrkan skulle medföra att sonen alltmer kom att distansera sig från både sin far och kyrkan i stort.

### Högre studier och yrkesliv
Åren 1846–1849 studerade Dodgson på Rugby School i mellanengelska Rugby, innan han 1849 skrev in sig i faderns gamla lärosäte Christ Church College i Oxford. Där erhöll han 1855 en tjänst som matematiklärare och kom därefter att, i olika funktioner, vara knuten till Christ Church under resten av sitt liv.
Dodgson har även skrivit en del böcker i ämnet matematik. Som matematiker har han bidragit till teorin för beslutsprocesser, och anses vara en av utgångspunkterna för dagens studium av sorteringsalgoritmer. Han har även författat böcker med logiska gåtor.

### Bekantskapskrets och författarskap
Under 1850-talet blev Dodgson bekant med personer i prerafaeliternas krets. Han blev 1857 vän med John Ruskin och utvecklade senare även en nära vänskap med Dante Gabriel Rossetti och dennes familj. Han var även nära bekant med sagoboksförfattaren George MacDonald och det var dennes barns entusiasm över berättelserna om Alice som övertygade Dodgson om möjligheten att kunna få dem utgivna i bokform.
Dodgson är för de allra flesta känd som Lewis Carroll, mannen bakom de två berättelserna om flickan Alice, publicerade i Alice i Underlandet år 1865 och den efterföljande Alice i Spegellandet 1872). Berömd är han även för sin produktion av nonsensdikter, där Snarkjakten från 1876 och Jabberwocky är de mest hågkomna.
De humoristiska nonsenshistorierna om Alice, tillägnade hans goda väns dotter Alice Liddell, blev ursprunget till de två böckerna om Alice. Många ordlekar är svåröversatta och fungerar bäst i sitt engelska original. Detta till trots har böckerna givits ut i översättning på många språk, på svenska översatta bland annat av Emily Nonnen, Louise Arosenius och Gösta Knutsson.

### Personlighet och intressen

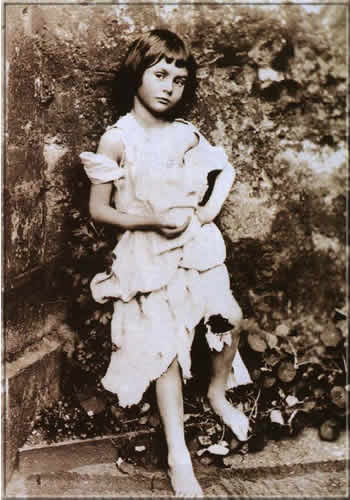
Alice Liddell utklädd till tiggarflicka på ett foto taget av Charles Dodgson 1858, då Alice Liddell var sex år gammal.

Dodgson led av stamning, ett tillstånd som delades av hans syskon, vilket ofta påverkade hans sociala liv. Figuren Dodo från Alice i Underlandet anses vara baserad på Dodgson. Enligt en populär men obekräftad tes ska Dodgson ha valt dronten, som på engelska heter dodo, som figur på grund av sin stamning: Do-do-dodgson.
Charles Dodgson upptäckte 1856 den nya fotograferingskonsten och utvecklade snart ett starkt fotointresse, delvis under inflytande av sin morbror Skeffington Lutwidge och sin senare Oxford-bekantskap Reginald Southey. Han blev en framstående amatörfotograf och lekte ett tag med tanken att kunna försörja sig som yrkesfotograf.
Dodgson hade en stor samling av fotografier i olika genrer, och en stor andel av de foton som överlevt har unga flickor som motiv. Detta faktum, i kombination med att han efter sin död främst blivit ihågkommen som författare av en ung flickas äventyr och att han aldrig gifte sig, har under 1900-talet väckt spekulationer om Dodgsons sexualitet. Hans foton av barn togs dock alltid i närvaro av en förälder, och många av fotona togs i familjen Liddells trädgård, eftersom naturligt solljus var nödvändigt för exponeringens skull.

### Sista år
Charles Dodgson dog och begravdes i Guildford 1898.

## Eftermäle
Carrolls sätt att skriva, där han använder ordlekar, engelska barnramsor, logik och fantasi, har underhållit läsarna alltsedan hans böcker först gavs ut. Hans inflytande har varit stort, inte endast inom barnlitteraturen utan även hos några av de största av 1900-talets författare, som exempelvis James Joyce. Och den franske surrealisten André Breton tog med Hummerkvadriljen, det tionde kapitlet av Alice i Underlandet, i sin antologi om svart humor, Anthologie de l'humour noir (1940).
Asteroiden 6984 Lewiscarroll är uppkallad efter honom.

### Skönlitterära verk
- La Guida di Bragia, a Ballad Opera for the Marionette Theatre, ca 1850
- Alice's Adventures in Wonderland, 1865 (översättningar: se Alice i Underlandet)
- Phantasmagoria and Other Poems, 1869
- Through the Looking-Glass, and What Alice Found There, 1871 (innehåller "Jabberwocky" och "The Walrus and the Carpenter") (översättningar: se Alice i Spegellandet)
- The Hunting of the Snark, 1876 (Snarkjakten, översättning Lars Forssell och Åke Runnquist, 1959, Bonniers; Isabella Nilsson, 2014, ellerströms)
- Rhyme? And Reason?, 1883 (delvis samma innehåll som Phantasmagoria)
- A Tangled Tale, 1885
- Sylvie and Bruno, 1889 (översättning: Christian Ekvall, 2010, Vertigo)
- Sylvie and Bruno Concluded, 1893 (översättning: Christian Ekvall, 2010, Vertigo)
- Pillow Problems, 1893
- What the Tortoise Said to Achilles, 1895
- Three Sunsets and Other Poems, 1898
- The Manlet (1903)

### Matematiska verk
- A Syllabus of Plane Algebraic Geometry, 1860
- The Fifth Book of Euclid Treated Algebraically, 1858 och 1868
- An Elementary Treatise on Determinants, With Their Application to Simultaneous Linear Equations and Algebraic Equations
- Euclid and his Modern Rivals, 1879. Blandverk med både skönlitterärt och matematiskt innehåll.
- Symbolic Logic Part I
- Symbolic Logic Part II, postumt utgiven
- The Alphabet Cipher, 1868
- The Game of Logic
- Some Popular Fallacies about Vivisection
- Curiosa Mathematica I, 1888
- Curiosa Mathematica II, 1892
- The Theory of Committees and Elections. Samlad, redigerad, analyserad och utgiven av Duncan Black1958